# Poa zhongdianensis
Poa zhongdianensis, trajnica iz roda vlasnjača, porodica trava. Kineski endem na sjeverozapadu provincije Yunnan

## Vanjske poveznice
- Flora of China